# Радосав Ж. Ђорђевић
Проф. др Радосав Ж. Ђорђевић  (Мали Вртоп,  Општина Гаџин Хан, 8. август  1933 − 18. април 2018)  био је српски математичар, редовни професор Електронског факултета Универзитета у Нишу. 
Од 2000. године је био професор универзитета у пензији.

## Биографија
Професор др Радосав Ж. Ђорђевић је био редовни професор Електронског факултета Универзитета у Нишу. 
Рођен је у селу Мали Вртоп у Заплању, општина Гаџин Хан, 8. августа 1933. године. Отац Живојин Ђорђевић, мајка Градимирка (Станковић) Ђорђевић. 
Основну школу и гимназију завршио је у Нишу. Дипломирао је на Математичкој групи Природно математичког факултета у Београду 1957. године. Радио је у почетку као професор у средњој школи, а затим од асистента до редовног професора на Универзитету у Нишу. 
Током наставничке каријере, предавао је више математичких предмета на редовним и последипломским  студијама на Електронском и Машинском факултету Универзитета у Нишу и Савезном заводу за статистику у Београду.
Умро је у Нишу, 18. априла 2018. године.

## Каријера
Две школске године радио је као професор у средњој школи Стеван Сремац у Нишу.
Од оснивања Техничког факултета у Нишу 1960. године, односно од оснивања   Електронског факултета Универзитета у Нишу (1968. године), радио је, у почетку као асистент, пролазећи кроз сва универзитетска звања до редовног професора, све до пензионисања 2000. године.

Постао је доктор наука 1966. године одбраном докторске дисертације „О неким општим класама линеарних функционалних једначина“ на Електротехничком факултет Универзитета у Београду, под менторством професора др Драгослава С. Митриновића.
Током наставничке каријере предавао је математичке предмете на Електронском факултету у Нишу, али и на Машинском факултету Универзитета у Нишу и Савезном заводу за статистику у Београду.,
У току школске 1968/69. године, као стипендиста „Alexander von Humboldt-Stiftung“, био је на стручном усавршавању на Институту за теоријску и примењену математику Универзитета у Бону.
Обављао је значајне функције на Електронском факултету у Нишу и Универзитету у Нишу:
- Декан Факултета у периоду (1975/76 — 1978/79)
- Продекан за финансије (1972/73 — 1974/75)
- Руководилац Катедре за математику (дуги низ година)
- Проректор Универзитета у Нишу (два мандата)  [4]

Професор је као декан Факултета обезбедио материјална средства, пројектовање и изградњу нове зграде Електронског факултета у Нишу, која је свечано почела са радом 24. јуна 1982. године.  

## Доприноси у науци
Иницијатор је оснивања угледног часописа „Facta Universitatis“ Универзитета у Нишу и био је његов први главни и одговорни уредник, а касније члан редакционог одбора.
Био је члан редакције научне  „Публикације Електротехничког факултета у Београду“ и едиције „Математичка библиотека“ Електротехничког факултета у Београду.
Његови научни радови су били из области: Обичне и парцијалне диференцијалне једначине, Теорија функционалних једначина, Аналитичке неједнакости, Геометријске неједнакости, Теорија матрица и теорија апроксимација.

## Чланство у стручним удружењима
- Сарадник Математичког института САНУ у Београду
- Члан Француског математичког друштва
- Почасни члан Српског хемијског друштва
- Члан Научног друштва Србије
- Доживотни почасни члан „Tesla Memorial Society, Inc.“ у Њујорку [2]

## Књиге и научни радови
Научне радове је објављивао у многим домаћим и стручним научним часописима (више од тридесет од посебног значаја) а учествовао је и на многим математичким конгресима и симпозијумима.
Наслови неких од најзначајнијих научних радова:
- „Sur certaines équations aux dérivés partielles indéterminées“,
- „Solution d’une equation fonctionnelle à plusieurs fonctions inconnues“,
- „Solution d’un systeme d’equations fonctionnelles lineaires“,
- „On a Class of Functional Equations“,
- „Sur un systeme des equations fonctionnelles lineaires“,
- „On a Malet-Hammond’s Functional Equation“,
- „On a Function Related to Binet-Cauchy’s Functional Equation“,
- „On a Fuctional Equation Having Determinant Form“,
- „Čebišev’s Inequality for Convex Sets“,
- „On Some Generalizations of Zmorovič’s Inequality“,
- „Some Inequalities for Triangle“,
- „Some Inequalities for the Elements of a Triangle“,
- „Some Inequalities for Triangle“
- „On a Set of Proofs of Isomorphism of A|acency Matrices“,
- „Some Estimates of Lr norm on the Set of Continuously-differentiable Functions“.
- Коаутор је монографије: „Geometric Inequalities“ („ Wolters-Noordhoff  Publishing“ Гронинген , Холандија)  .
- Коаутор је са Градимиром Миловановићем трилогијског универзитетског уџбеника „Математика за студенте техничких факултета“ [1][2]

## Признања и награде
- Јубиларна плакета 1965-1975. Универзитета у Нишу
- Плакета Универзитета у Нишу
- Велика плакета и повеља Универзитета у Нишу  [2]